# Stadio olimpico Atahualpa
Lo stadio olimpico Atahualpa (in spagnolo Estadio Olímpico Atahualpa) è un impianto sportivo della città di Quito (Ecuador). 
Inaugurato nel 1951, è stato sede di alcune partite della Copa América del 1975, 1979 e 1983. All'inizio del XXI secolo fu rimodernato e venne costruita una pista d'atletica. Dal quel momento divenne lo stadio privilegiato della nazionale ecuadoriana di calcio, che ha disputato in questo impianto la maggior parte delle partite valide per le qualificazioni mondiali, complice anche l'altitudine alla quale si trova (2800 m.s.l.m.), che crea parecchie difficoltà ai giocatori avversari non abituati a giocare in condizioni di aria rarefatta.

## Ubicazione e struttura
Dedicato ad Atahualpa (1502-1533), ultimo sovrano dell'Impero Inca, lo stadio sorge nel quartiere di El Batán, nella periferia settentrionale di Quito.
L'Olímpico Atahualpa è, per capacità, il quinto stadio dell'Ecuador e il secondo di Quito (dopo l'Estadio de Liga Deportiva Universitaria, potendo ospitare circa 35.000 spettatori (numero aumentato provvisoriamente a 45.000 in occasione della Copa América 1993).
L'impianto ha forma ellittica e le tribune sono divise in 6 settori: General Nor Occidental, General Nor Oriental, General Sur, Preferencia, Tribuna e Palcos.

## Uso
L'Olímpico Atahualpa è destinato principalmente ad ospitare partite di calcio: oltre ad essere la sede abituale delle gare interne della nazionale ecuadoriana, è anche utilizzato per le gare del campionato nazionale dai locali club calcistici del Deportivo Quito, del Nacional e dell'Universidad Católica.

## Storia
Edificato nel 1951, fu inaugurato il 25 novembre di quell'anno con un quadrangolare amichevole cui presero parte due squadre ecuadoriane (il Río Guayas e una selezione di calciatori pichinchani) e due colombiane (il Boca Juniors de Cali e il Cúcuta Deportivo): il torneo, messo a dura prova dal maltempo, fu vinto dal Cúcuta.
Dopo aver sofferto per anni la "concorrenza" degli impianti di Guayaquil (prima del George Capwell, poi del Modelo), fu scelto per la prima volta dalla nazionale ecuadoriana per ospitare una gara ufficiale in occasione delle qualificazioni ai mondiali di Germania Ovest 1974: era il 1º luglio 1973 e la Tricolor uscì battuta 1-2 dall'Uruguay di Luis Cubilla.
Da quel momento si intensificò la pratica, da parte della nazionale ecuadoriana, di scegliere l'Olímpico Atahualpa come sede delle proprie sfide interne per le qualificazioni ai mondiali. Dopo aver ospitato ben 6 delle 9 gare interne per le partite di qualificazione a Francia '98, l'impianto fu dichiarato "la casa de la Selección Ecuatoriana de Fútbol". Durante le qualificazioni a Giappone-Corea del Sud 2002 la Tricolor disputò qui 7 gare su 9 e al termine delle eliminatorie colse la sua prima storica qualificazione alla rassegna iridata.
Infine, in occasione delle eliminatorie per Germania 2006, l'Ecuador giocò qui addirittura 9 volte su 9: anche in questo caso il cammino fu suggellato con la qualificazione al mondiale (dove, oltretutto, la Tricolor giunse brillantemente fino agli ottavi di finale).

## Grandi eventi ospitati
Nonostante fosse già stato edificato da 8 anni, quando nel 1959 l'Ecuador ospitò, per la seconda volta nella sua storia, la Copa América (nella seconda delle due edizioni svoltesi quell'anno), l'Olímpico Atahualpa non venne scelto per ospitare alcuna gara dell'evento. La formula dell'epoca, un unico girone all'italiana cui prendevano parte tutte le squadre in lizza, faceva sì che sovente l'intero calendario si svolgesse in un unico stadio: accadde anche in quel caso, quando tutte le partite si disputarono all'Estadio Modelo di Guayaquil, costruito appositamente per la manifestazione continentale.

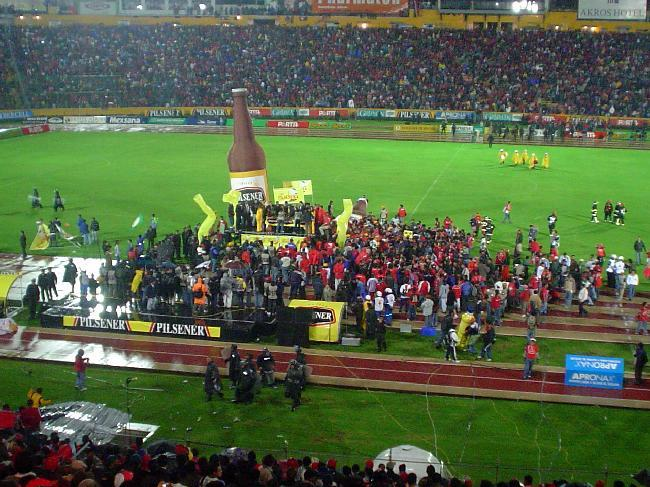
Lo stadio nel 2005, in occasione di una vittoria del Nacional

Sarà solo nel 1975 che l'Olímpico Atahualpa potrà, seppur limitatamente a una sola partita, ospitare la Copa América. Accadde il 27 luglio di quell'anno, quando il torneo continentale sudamericano andò per la prima volta in scena senza Paese organizzatore. L'Ecuador disputò a Quito una partita del primo turno, quella contro la Colombia, valevole per il gruppo C: la gara non ebbe storia e i Cafeteros, futuri finalisti, strapazzarono la Tricolor con un netto 3-1.
Quattro anni dopo, nell'edizione 1983, l'Olímpico Atahualpa ospitò ambedue le gare interne del primo turno dell'Ecuador: il 29 agosto il Paraguay (di lì a meno di 4 mesi campione) sconfisse 2-1 la Tricolor, che però si rifece una settimana dopo contro il ben più quotato Uruguay, superato con lo stesso punteggio.
Nell'edizione 1983, infine, l'Olímpico Atahualpa fu ancora teatro delle gare interne della Tricolor al primo turno. Nella partita contro Argentina e Brasile, l'Ecuador fu battuto di misura (0-1) dalla Seleção prossima finalista e seppe rimontare due gol ai biancocelesti futuri campioni del mondo, ottenendo un 2-2.
Dieci anni dopo l'Ecuador tornò ad ospitare la Copa América. Pur avendo edificato per l'occasione l'enorme ed avveniristico Estadio Monumental Isidro Romero Carbo a Guayaquil (destinato ad ospitare anche la finalissima), il comitato organizzatore del torneo designò l'Olímpico Atahualpa quale sede di ben 7 partite, incluse tutte quelle dell'Ecuador padrone di casa. Nella sua "tana" di Quito, l'Ecuador vinse nettamente il gruppo A (3 vittorie su 3, contro Venezuela, USA e Uruguay) e ai quarti si impose con un netto 3-0 sul Paraguay. In semifinale, tuttavia, il Messico si dimostrò di un gradino superiore, imponendosi sulla Tricolor per 2-0. Fu l'ultima gara dell'Ecuador in quell'edizione all'Olímpico Atahualpa, poiché la nazionale di casa avrebbe giocato (e perso 0-1 contro la Colombia) la finale per il terzo posto all'Estadio Reales Tamarindos di Portoviejo.
Negli anni a seguire non sono mancati altri grandi eventi nell'impianto di Quito. Nel 1995 furono qui di scena alcune delle gare del Mondiale di calcio under 17, mentre dal 4 al 25 marzo 2007 si sono giocate tutte le gare del Campionato Sudamericano under 17, valevole per la qualificazione ai mondiali in programma dal 18 agosto al 9 settembre in Corea del Sud.

## Concerti
- Juan Luis Guerra - 9 giugno 1992, 42.000 spettatori
- Bon Jovi - 31 ottobre 1995, 37.000 spettatori
- Luis Miguel - 22 novembre 1996, 20.000 spettatori
- Carlos Vives - 10 ottobre 2002, 24.000 spettatori
- Shakira - 28 febbraio 2003, 28.000 spettatori
- Ricardo Arjona - 22 giugno 2007, 24.000 spettatori
- Alejandro Sanz - 10 novembre 2007, 16.000 spettatori
- Maná - 17 aprile 2008, 24.000 spettatori
- Ricardo Arjona 24 luglio 2009, 24.000 spettatori
- Guns N' Roses - 1º aprile 2010, 36.000 spettatori[4]
- Aventura - 6 maggio 2010, 35.000 spettatori
- Marc Anthony - 29 luglio 2010, 20.000 spettatori
- Jonas Brothers - 1º novembre 2010, 35.000 spettatori[5]
- Miley Cyrus - 29 aprile 2011, 18.000 spettatori
- Aerosmith - 5 novembre 2011, 45.000 spettatori
- Maná - 24 febbraio 2012, 35.000 spettatori[6]
- Manu Chao e Calle 13 - 20 marzo 2012, 25.000 spettatori

## Controversie sull'altitudine
I 2850 m s.l.m. a cui sorge Quito hanno generato, da parte di molti club e nazionali di Paesi stranieri, proteste legate a presunti vantaggi che l'altitudine recherebbe ai giocatori ecuadoriani scegliendo l'Olímpico Atahualpa. Proteste del genere, che hanno riguardato anche la Colombia (a proposito dell'Estadio Nemesio Camacho El Campín di Bogotà, posto a 2640 m s.l.m.) e soprattutto la Bolivia (riguardo all'Estadio Hernando Siles di La Paz, a oltre 3600 m s.l.m.), hanno indotto la FIFA, nel maggio del 2007, a vietare la disputa di gare ufficiali ad oltre 2500 metri.
Il 27 giugno, tuttavia, il massimo organo calcistico mondiale è tornato sulla propria decisione, aumentando a 3000 il limite massimo e permettendo così all'Ecuador di continuare a giocare le proprie partite interne all'Olímpico Atahualpa.